# Établissement public départemental pour soutenir, accompagner, éduquer
L'Établissement public départemental pour soutenir, accompagner, éduquer, plus connu sous l'acronyme EPDSAE, est un établissement social et médico-social public du département du Nord. La structure accueille des enfants et des adultes pour lesquels elle assure un accompagnement dans les grands secteurs de l'action sociale : la prévention, la protection de l'enfance, le handicap,.

## Histoire
L'établissement est créé en 1982 par le Conseil général du Nord. Il reprend des établissements et services préexistants tels que les foyers de l'enfance de Lille, de Condé-sur-l'Escaut, d'Artres ou de Lambersart.
Au fil des années il crée et intègre d'autres établissements de la protection de l'enfance, ainsi que 3 foyers pour adultes handicapés.
En 2008, sous la Direction de Philippe Fournier, l'EPDSAE se réorganise afin d'axer ses missions sur la diversification des modes d'accompagnement, la territorialisation de l'action et la valorisation des compétences des professionnels.
En 2015, sous la Direction de Frédéric Vion, l'EPDSAE modifie ses statuts et change de nom. L'Établissement public départemental de soins, d'adaptation et d'éducation devient Établissement public départemental pour soutenir, accompagner, éduquer.
Depuis septembre 2017, l'EPDSAE est dirigée par Monsieur Paul FLAD.

## Implantation
L'EPDSAE est composé de 17 établissements et services implantés sur l'ensemble du Département du Nord. Il est organisé en 3 Pôles : le Pôle Enfance et Famille Grand Lille, le Pôle Enfance et Famille Grand Sud et le Pôle Inclusion et Autonomie.

## Polémique
En octobre 2018, des salariés, des directeurs et des représentants du personnel dénoncent le comportement du directeur général. La CFDT dit être "très inquiète pour la santé physique, morale et psychologique des salariés de l’administration générale".
Paul Flad nie les accusations, se disant "victime d'une cabale". Des élus du Département du Nord ont apporté leur soutien à ce dernier.